# Tommerup Efterskole
Tommerup Efterskole er en dansk efterskole beliggende i Tommerup på Fyn. Skolen tilbyder linjefag og fokusområder, herunder fodbold, musik, dans, e-sport og verdensborger. Skolen tilbyder undervisning inden for både boglige og kreative fag. 

## Historie
I 1906 blev skolens bygninger omdannet til Tommerup Højskole, hvilket gjorde den til en del af højskolebevægelsen i Danmark i det 20. århundrede. Højskolen fungerede i en årrække som et lærings- og samlingssted for både unge og voksne.
I 1976 blev skolen omdannet til en efterskole under ledelse af Kirsten og Svend Stidsen, som overtog efter den sidste højskoleforstander, Hans Lindskov Rasmussen. Ændringen betød, at skolen nu fungerede som en efterskole for unge på de ældste klassetrin i grundskolen.

## Kristent grundlag
Tommerup Efterskole bygger på en kristent grundlag. Tommerup Højskole blev oprettet af medlemmer af Indre Mission (IM), og højskolen og siden efterskolen har altid været knyttet til IM. Fra 1980 har KFUM og KFUK spillet en større rolle end Indre Mission. Indtil 2023 var Indre Mission repræsenteret i skolens bestyrelsn, men FDF overtog IM's bestyrelsesplads i 2023. Tommerup er dog fortsat ifølge sine vedtægter knyttet til Indre Mission.